# Langosco
Langosco (lombardul: Langusch) település Olaszországban, Lombardia régióban, Pavia megyében. Lakosainak száma 372 fő (2023. január 1.). Langosco Cozzo, Rosasco, Candia Lomellina, Motta de' Conti és Caresana községekkel határos.

## Népesség
A település lakossága az elmúlt években az alábbi módon változott:
| Lakosok száma | 366  | 372  | 372  |
|               | 2017 | 2018 | 2023 |